# Shediac-Beaubassin-Cap-Pelé
Pour les articles homonymes, voir Shédiac (homonymie) et Cap-Pelé.
Circonscription électorale provinciale du Canada
Shediac-Beaubassin-Cap-Pelé (auparavant Shediac et Shediac-Cap-Pelé) est une ancienne circonscription électorale provinciale du Nouveau-Brunswick, au Canada. Elle est représentée à l'Assemblée législative entre 1974 et 2024.

## Géographie
La circonscription comprend :
- une partie de la ville de Shédiac ;
- Les villages de Cap-Pelé et de Pointe-du-Chêne ;
- Les communautés de Beaubassin-Est, Cormier-Village et Shemogue.

## Liste des députés
| Législature                                                | Années    | Député          | Député          | Parti   |
| ---------------------------------------------------------- | --------- | --------------- | --------------- | ------- |
| Shediac Circonscription issue de Westmorland               |           |                 |                 |         |
| 48e                                                        | 1974-1978 |                 | Azor Leblanc    | Libéral |
| 49e                                                        | 1978-1982 |                 | Azor Leblanc    | Libéral |
| 50e                                                        | 1982-1987 |                 | Azor Leblanc    | Libéral |
| 51e                                                        | 1987-1991 |                 | Azor Leblanc    | Libéral |
| 52e                                                        | 1991-1995 | Bernard Richard |                 | Libéral |
| Shediac-Cap-Pelé                                           |           |                 |                 |         |
| 53e                                                        | 1995-1999 |                 | Bernard Richard | Libéral |
| 54e                                                        | 1999-2002 |                 | Bernard Richard | Libéral |
| 55e                                                        | 2003-2004 |                 | Bernard Richard | Libéral |
| 55e                                                        | 2004-2006 | Victor Boudreau |                 | Libéral |
| 56e                                                        | 2006-2010 | Victor Boudreau |                 | Libéral |
| 57e                                                        | 2010-2014 | Victor Boudreau |                 | Libéral |
| Shediac-Beaubassin-Cap-Pelé                                |           |                 |                 |         |
| 58e                                                        | 2014-2018 |                 | Victor Boudreau | Libéral |
| 59e                                                        | 2018-2020 | Jacques LeBlanc |                 | Libéral |
| 60e                                                        | 2020-2024 | Jacques LeBlanc |                 | Libéral |
| Dissoute dans Shediac-Cap-Acadie et Baie-de-Shédiac—Dieppe |           |                 |                 |         |